# Walker Art Gallery
Ne doit pas être confondu avec le Walker Art Center de Minneapolis.

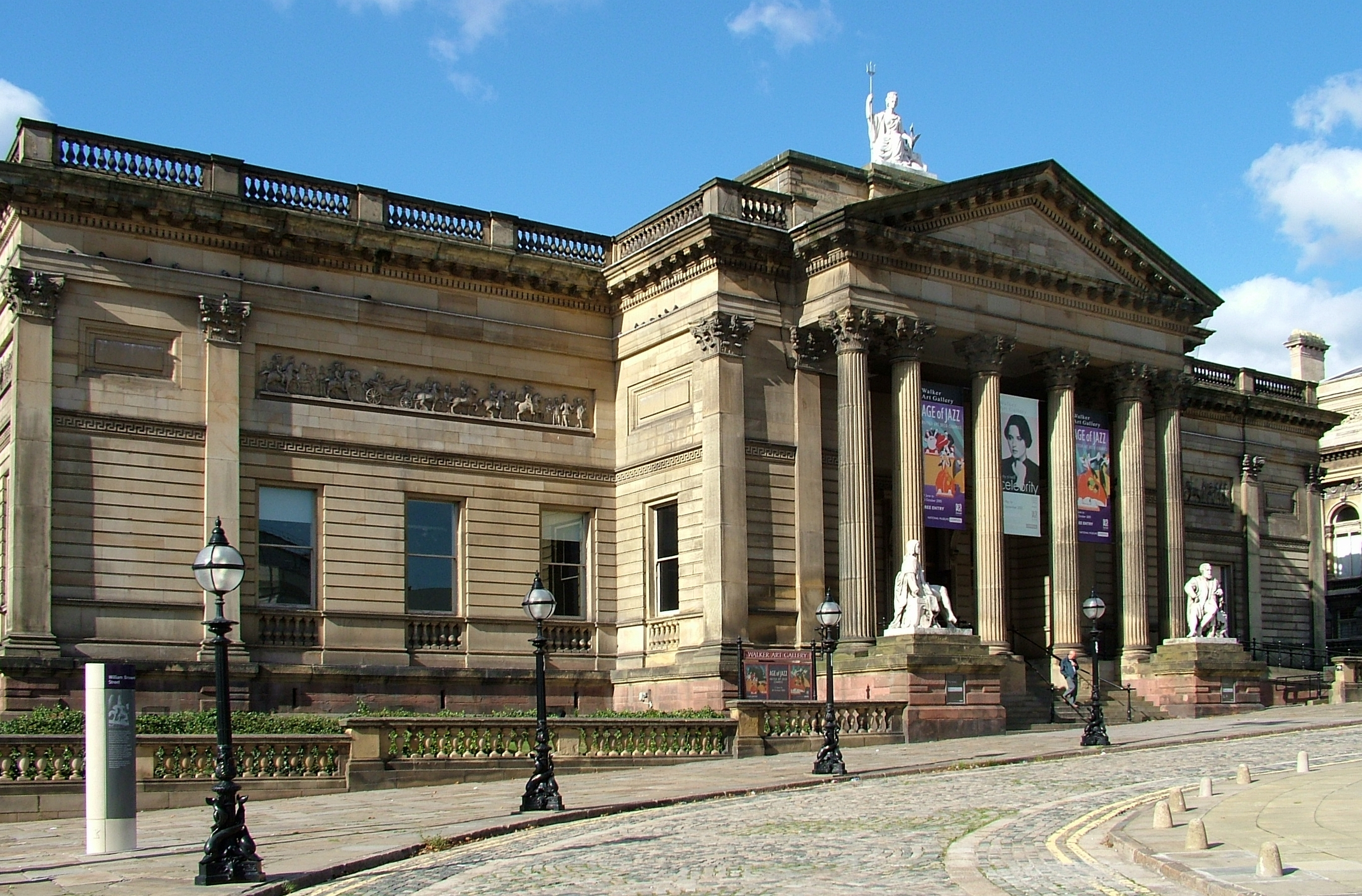
Entrée principale de la Walker Art Gallery

La Walker Art Gallery est un musée des beaux-arts situé à Liverpool qui abrite la plus importante collection d'œuvres d'art du Royaume-Uni hors de Londres. Il est surnommé la National Gallery du nord.

## Histoire
La Walker Art Gallery fut conçue par les architectes de Liverpool Cornelius Sherlock et H.H. Vale, et ouvrit en 1877, elle tient son nom du mécène Sir Andrew Barclay Walker (en) (1824–1893), ancien maire de Liverpool et riche brasseur né en Ayrshire qui a étendu l'entreprise familiale dans toute l'Angleterre et est parti vivre dans le Gateacre (en).
On peut voir à l'entrée, une frise. Elle symbolise la reine d'Angleterre et son carrosse avec son escorte.
Le bâtiment de style néo-classique de la Walker Art Gallery est situé sur William Brown Street (la seule rue au Royaume-Uni, composée de musées, galeries et bibliothèques), et est proche de la County Sessions House, qui a été utilisée par la Walker Art Gallery comme bureaux pour son personnel et comme lieu de stockage.
Il abrite une collection dont de nombreuses œuvres des écoles italienne et néerlandaises des peintures de 1350 à 1550, l'art européen de 1550-1900, y compris les œuvres de Rembrandt, Poussin et Degas, l'art britannique du XVIIIe et XIXe siècles, dont une importante collection de peinture victorienne et de nombreux préraphaélites, une vaste collection d'estampes, de dessins et aquarelles, du XXe siècle par des artistes tels que Lucian Freud, David Hockney et Gilbert et George et une importante collection de sculptures. La plus vieille œuvre de ce musée à 700 ans.
Le Musée organise chaque année l'exposition John Moores, avec un programme régulier d'expositions temporaires qui a récemment inscrit Rossetti, l'Henry VIII de Holbein et Heath Robinson. En 2004, il met en scène The Stuckists Punk Victorian, première exposition consacré au mouvement contemporain Stuckisme.
Le Musée prend également part à la Biennale de Liverpool.
Le voisinage comprend la bibliothèque William Brown, le World Museum de Liverpool, le St. George's Hall, la colonne de Wellington, la gare de Lime Street et l'entrée du Tunnel Queensway. L'autre grande galerie d'art à Liverpool est la Tate Liverpool, à l'Albert Dock, qui abrite l'art moderne. À proximité (Port Sunlight, Merseyside) se trouve la Lady Lever Art Gallery, d'importance artistique comparable à la Walker Art Gallery.

## Collections
- Albert Joseph Moore (1841–1893)
- Ary Scheffer
- Benjamin West
- Daniel Maclise
- Edward Armitage
- George Stubbs
- Henry Holiday (en) (1839–1927)
- Jacob van Schuppen
- Jean Clouet
- John William Waterhouse
- Nicolas Poussin
- Simone Martini
- Solomon Joseph Solomon
- Valentine Cameron Prinsep

## Galerie

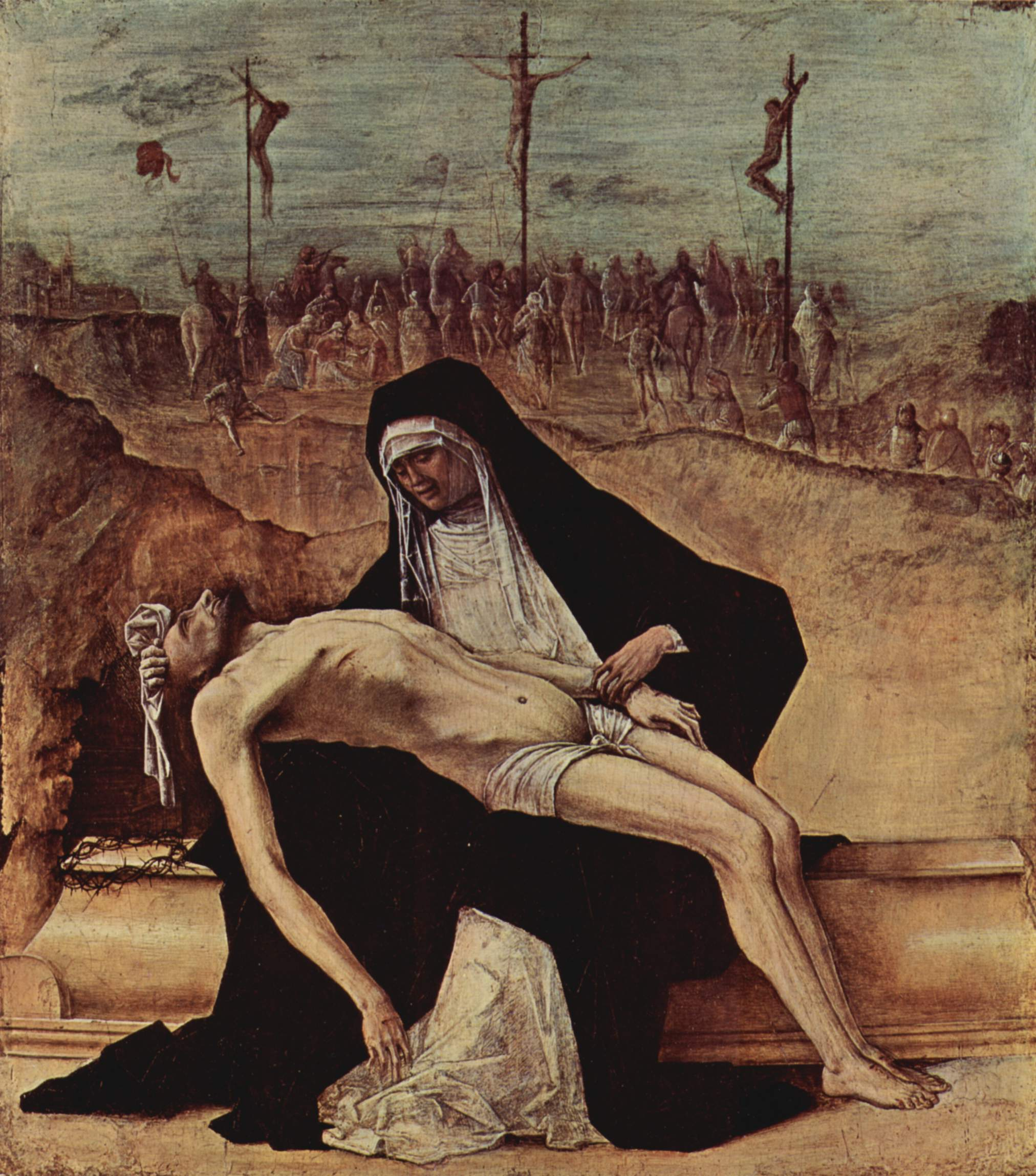
Ercole de' Roberti, 1482. Pieta
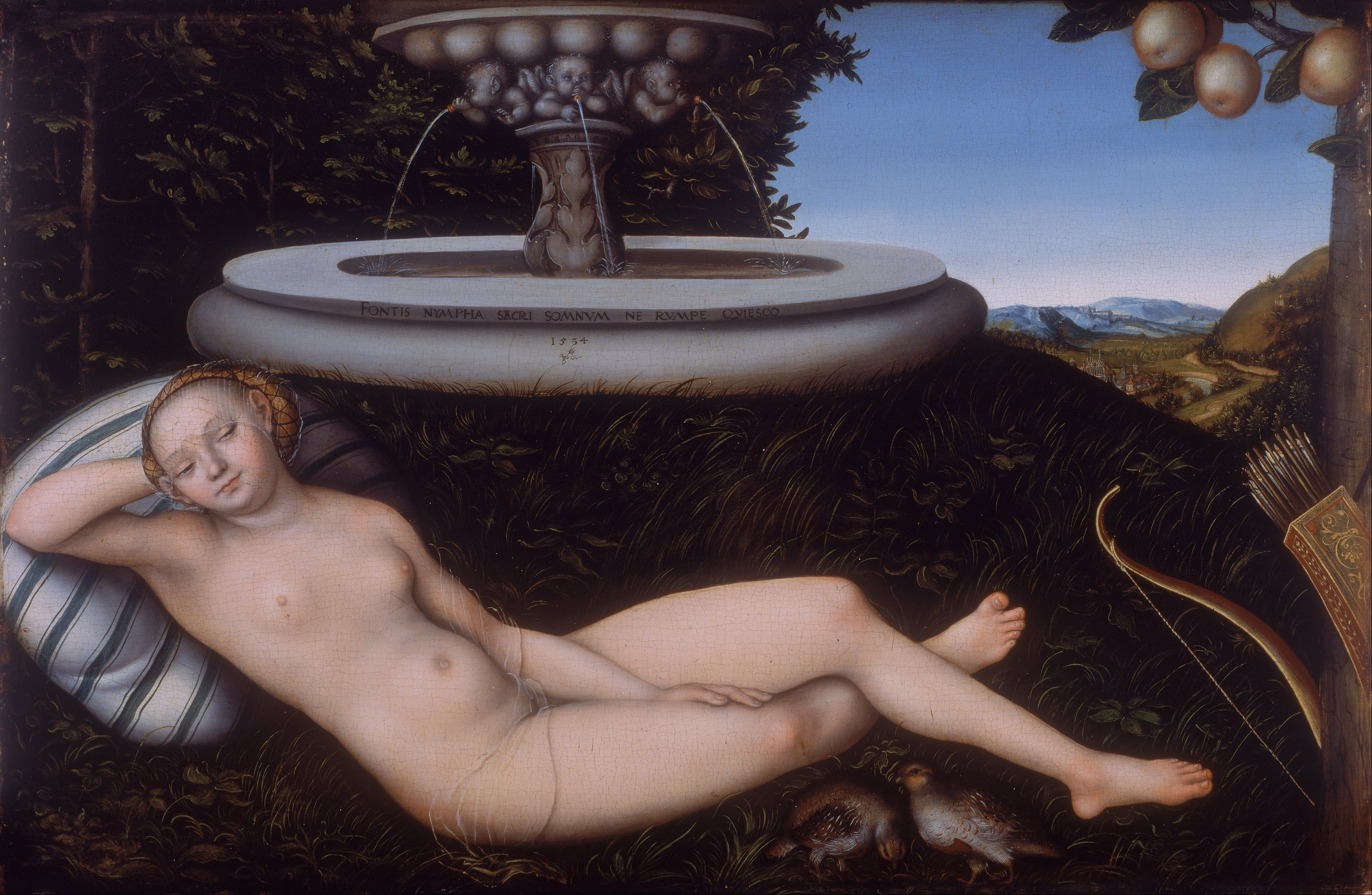
Lucas Cranach l'Ancien, 1534. Nymphe à la fontaine
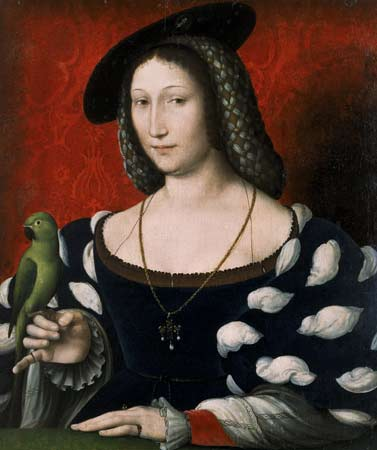
Jean Clouet, Marguerite de Navarre, vers 1527.
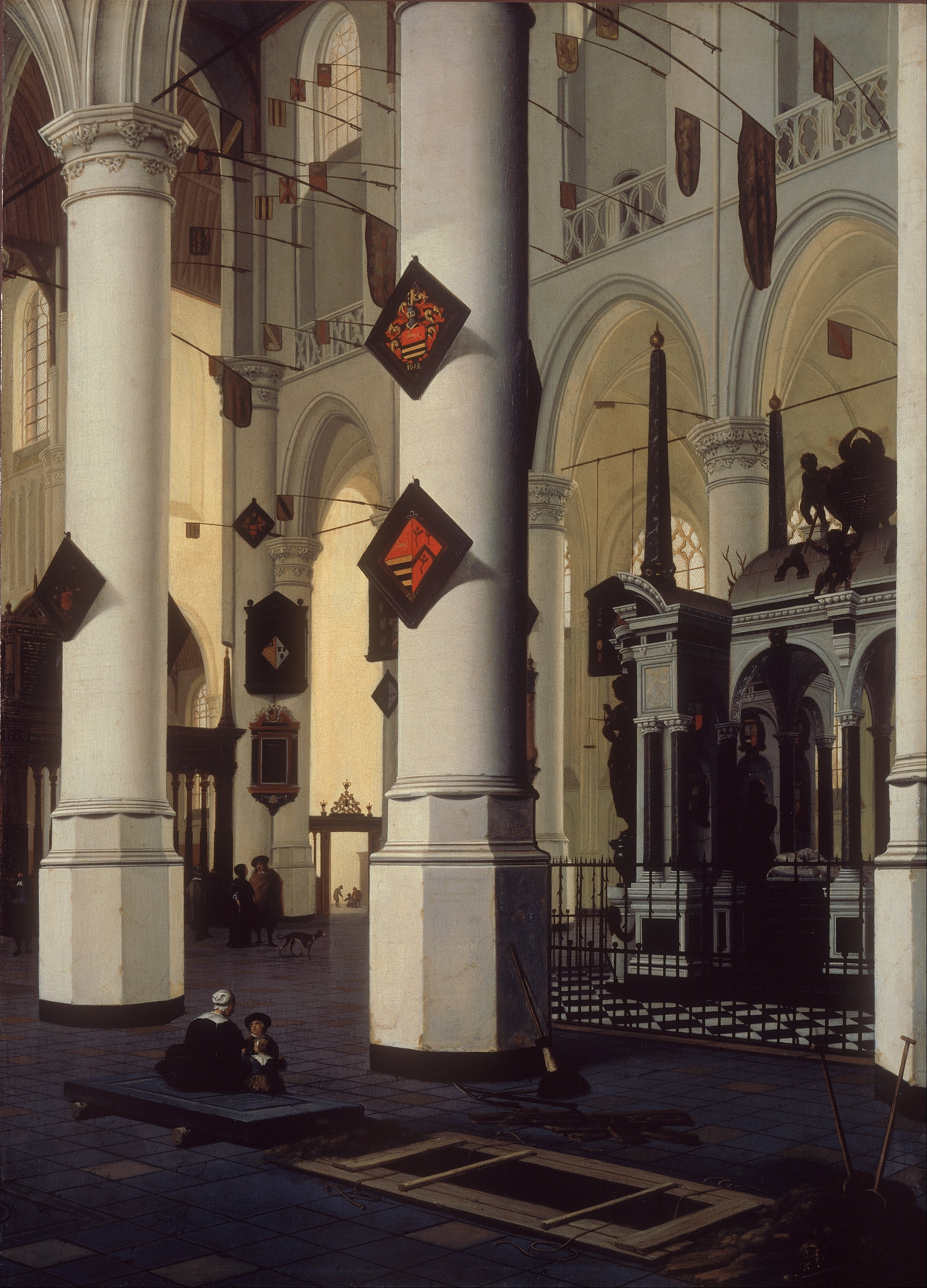
Hendrick (Cornelisz.) van Vliet, 1667. Intérieur de la Nouvelle église à Delft
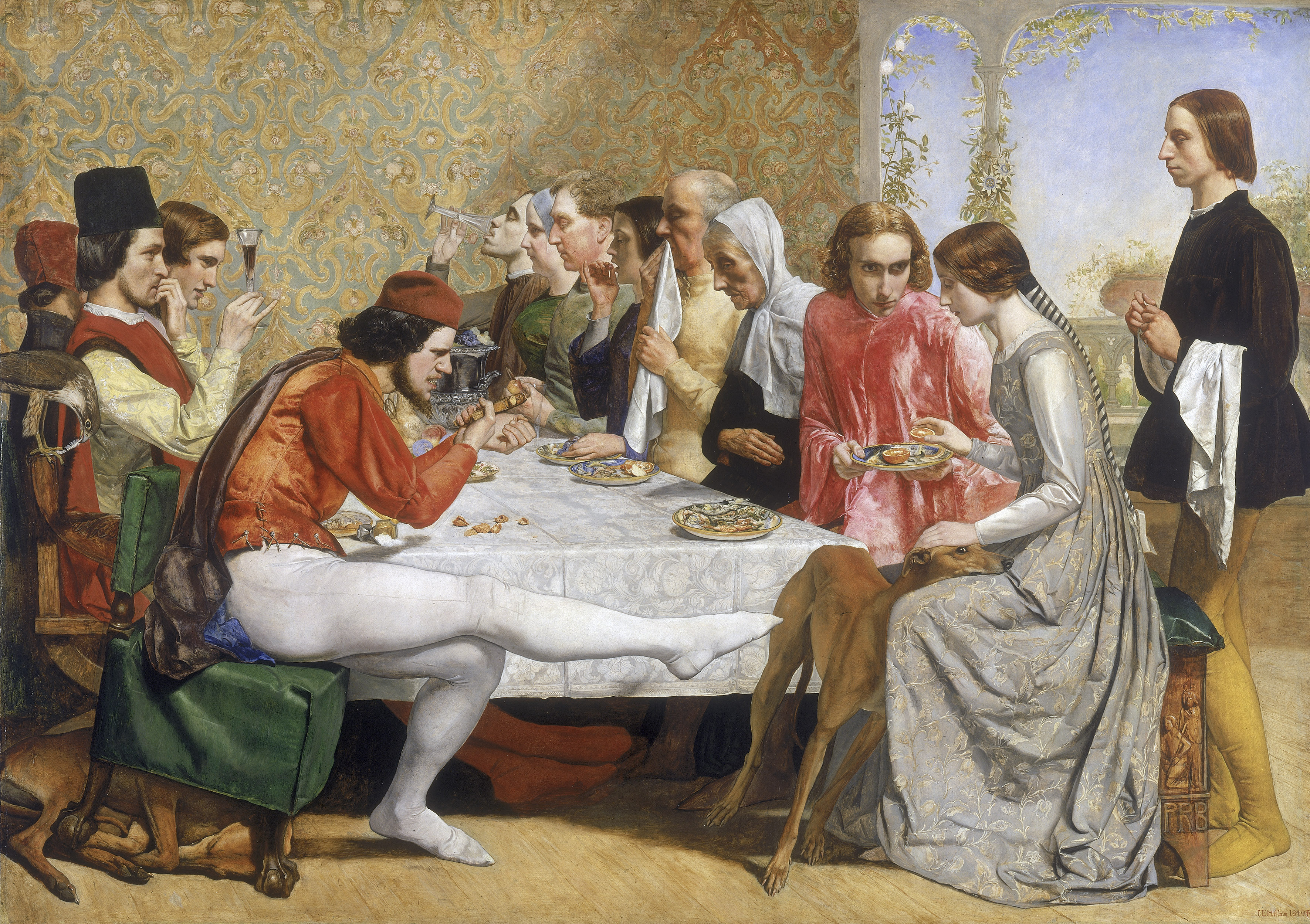
John Everett Millais, 1849. Isabella
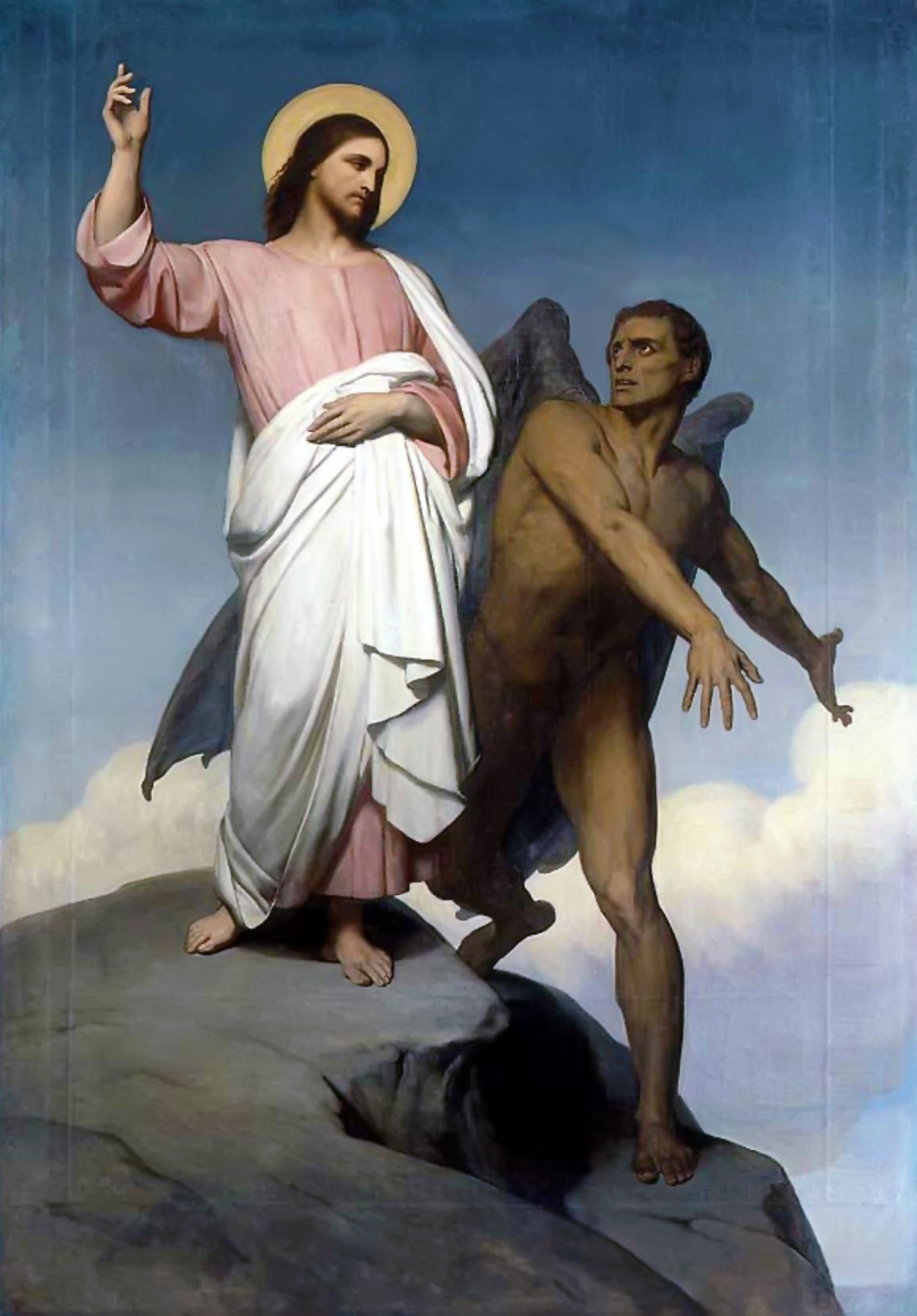
Ary Scheffer, 1854. La tentation du Christ
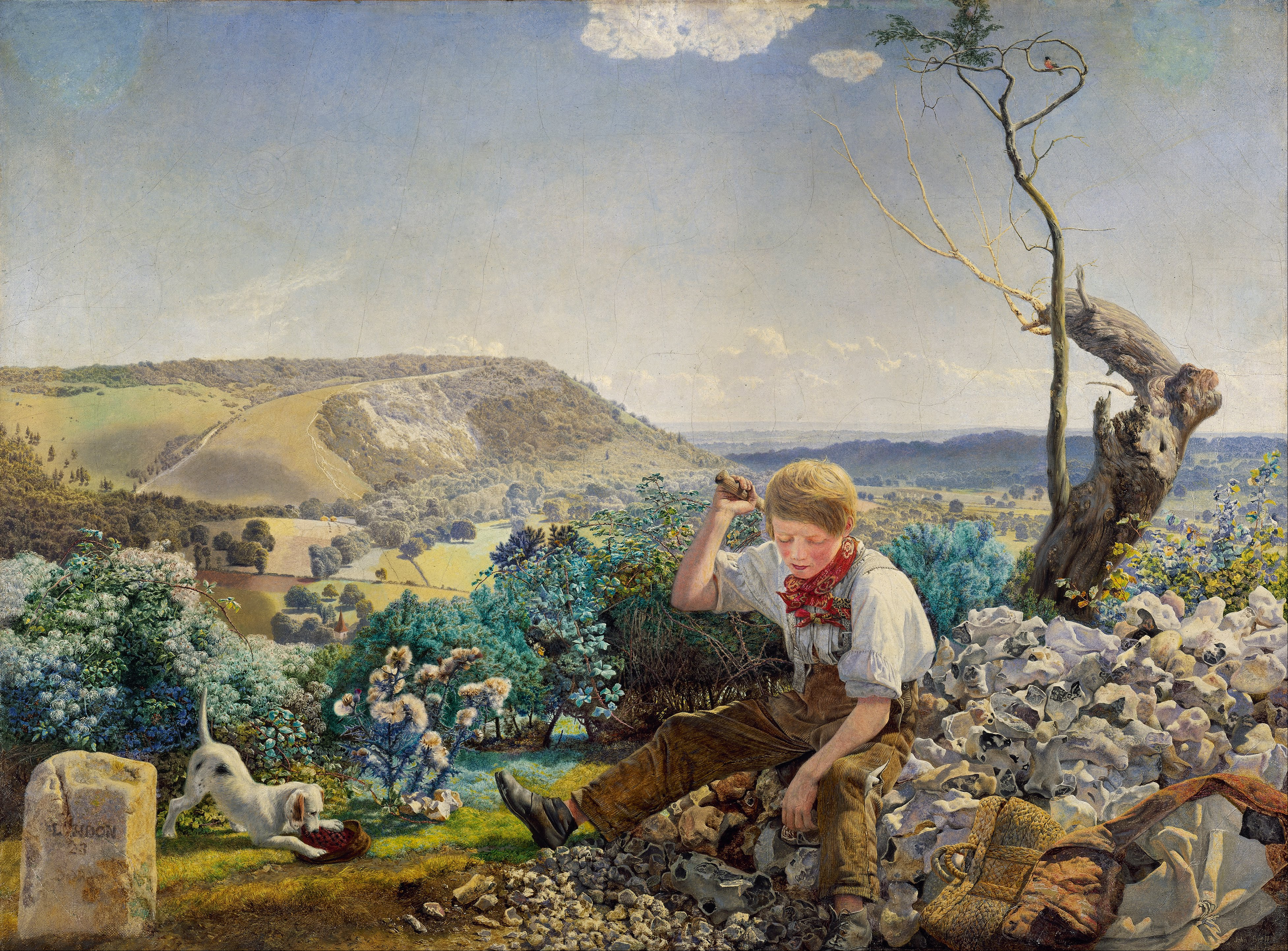
John Brett, 1857-1858. Le Casseur de pierres
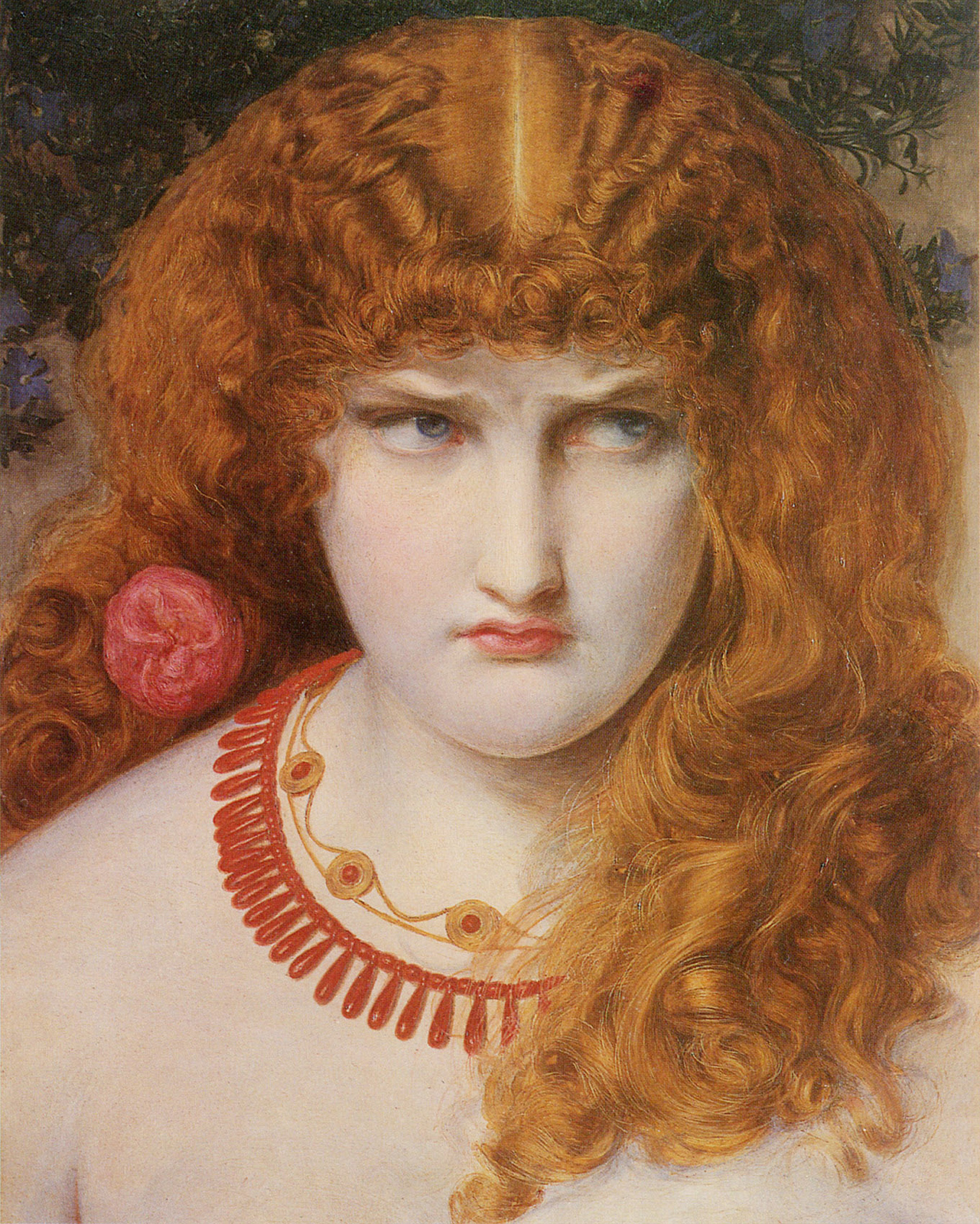
Anthony Frederick Augustus Sandys, 1867. Hélène de Troie
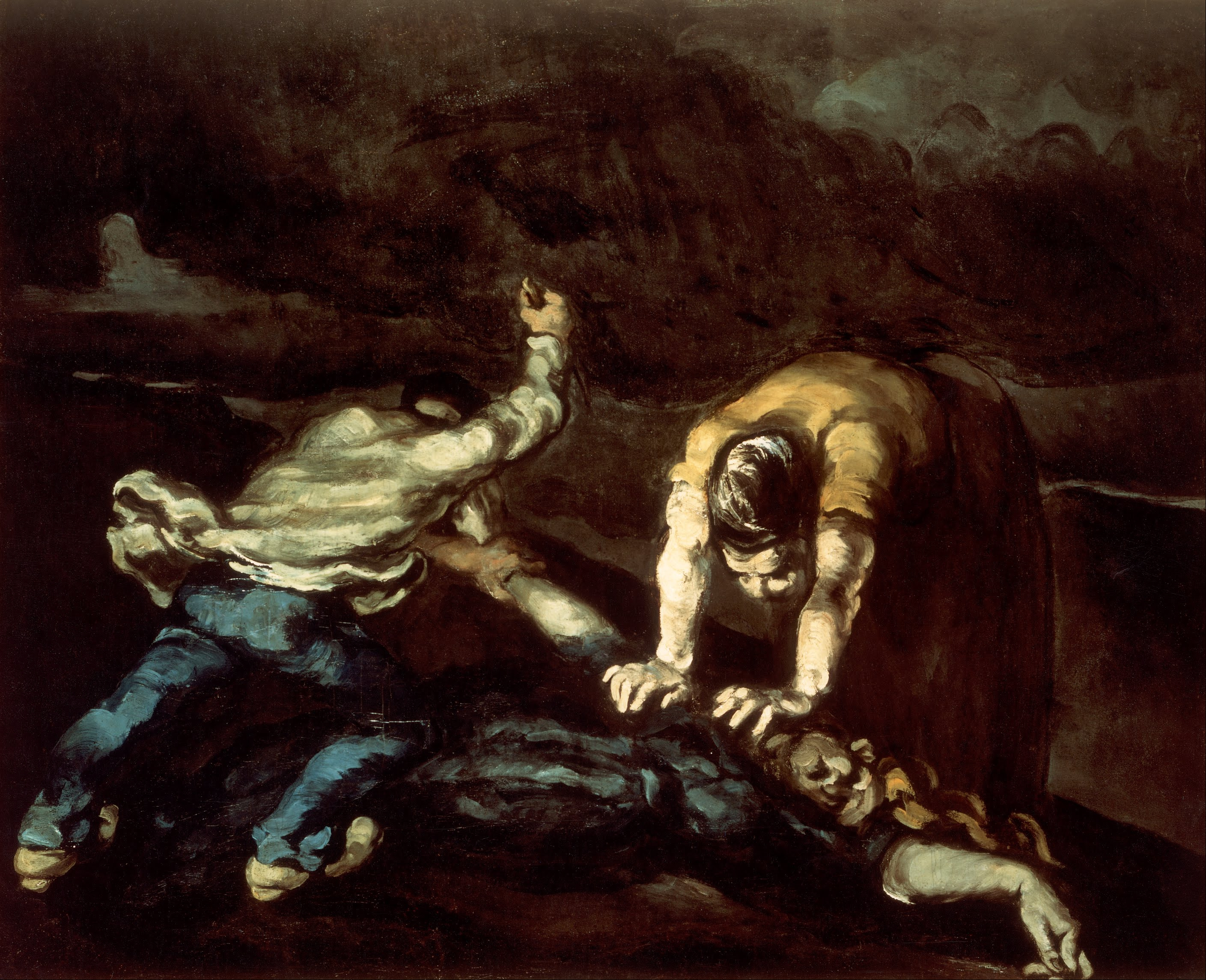
Paul Cézanne, 1870. Le meurtre
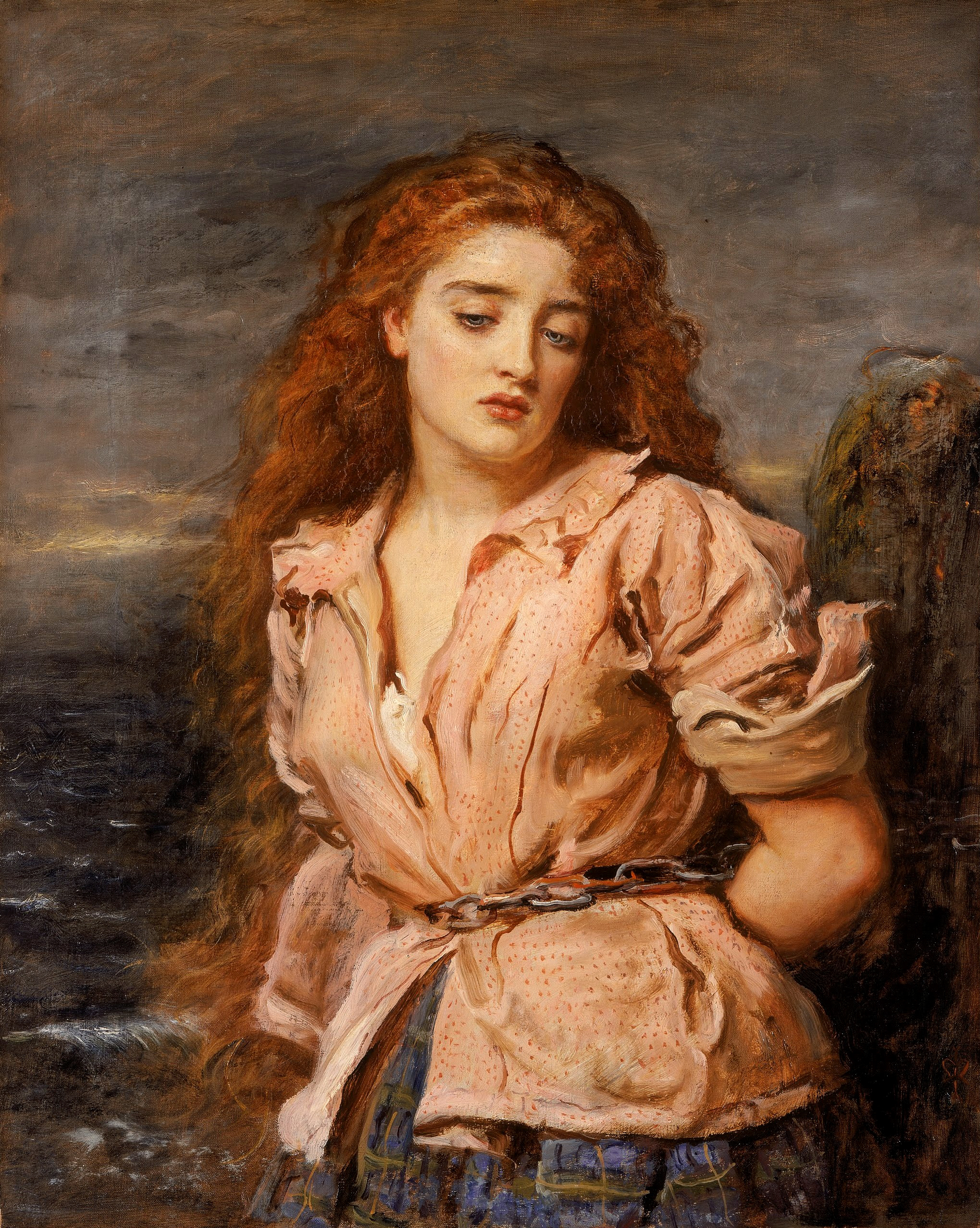
John Everett Millais, v. 1871. Le martyre de Solway
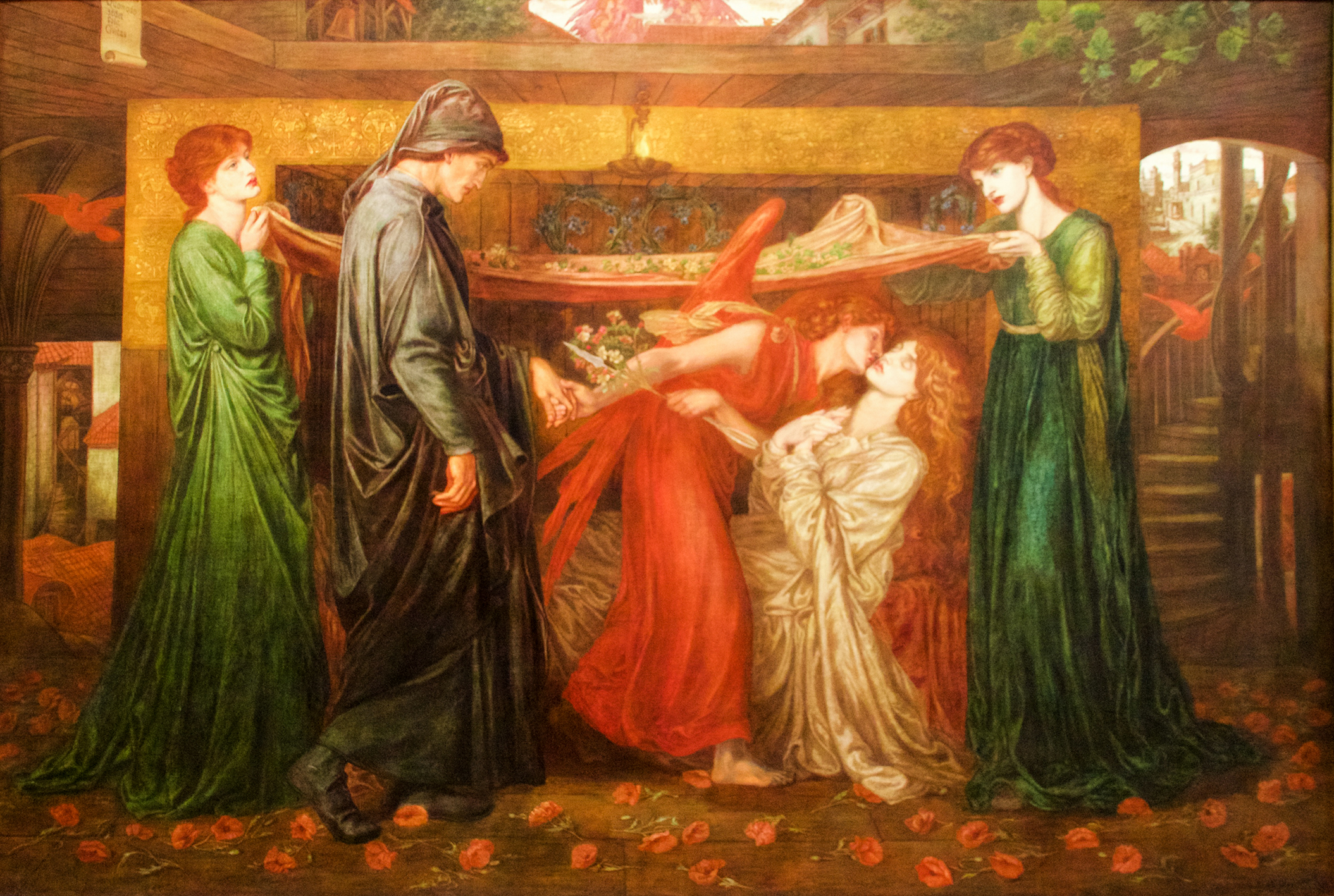
Dante Gabriel Rossetti, 1871. Le Rêve de Dante.
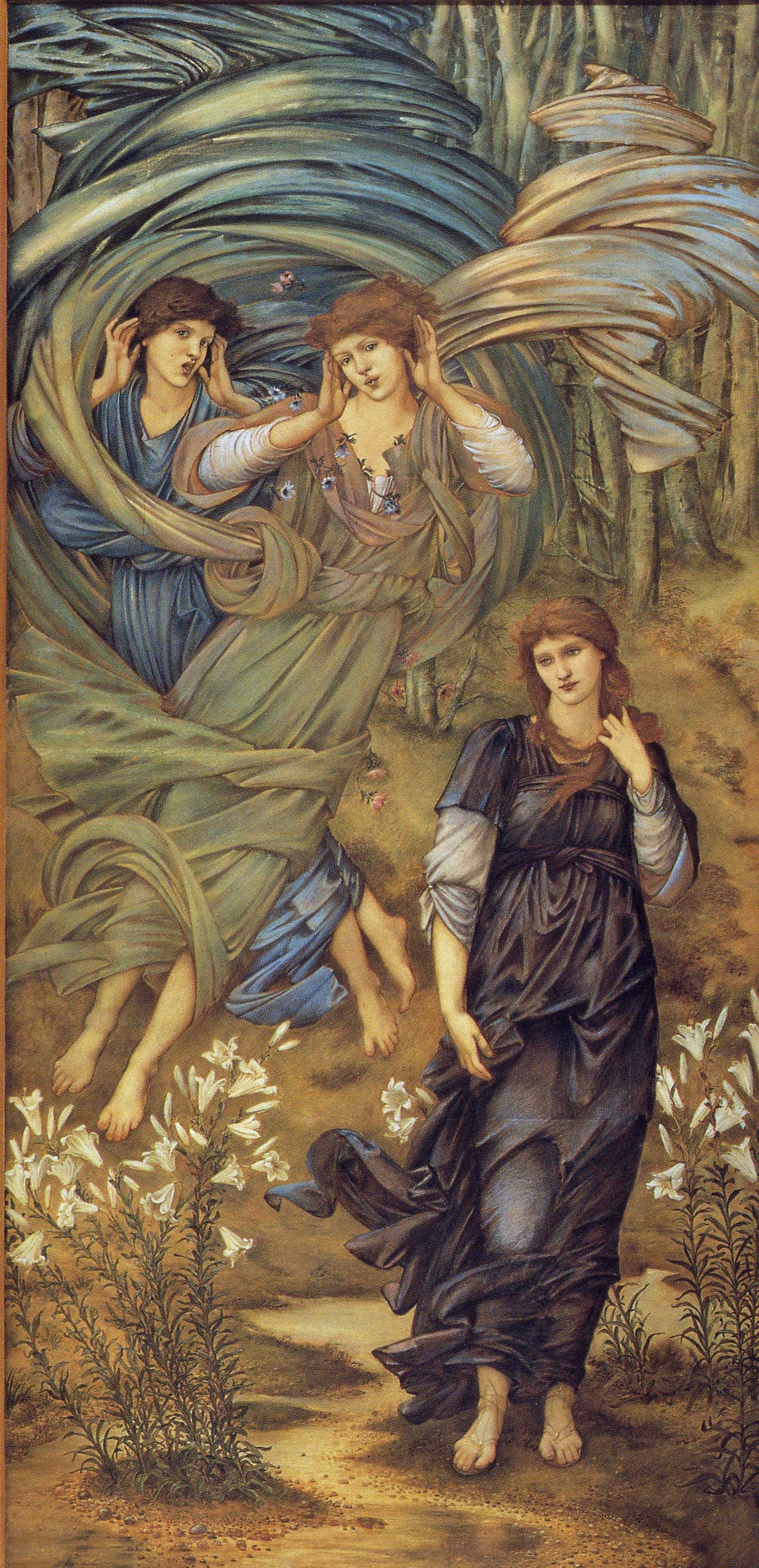
Edward Burne-Jones, 1891. Je suis venu du Liban, ma fiancée (cantique[4])

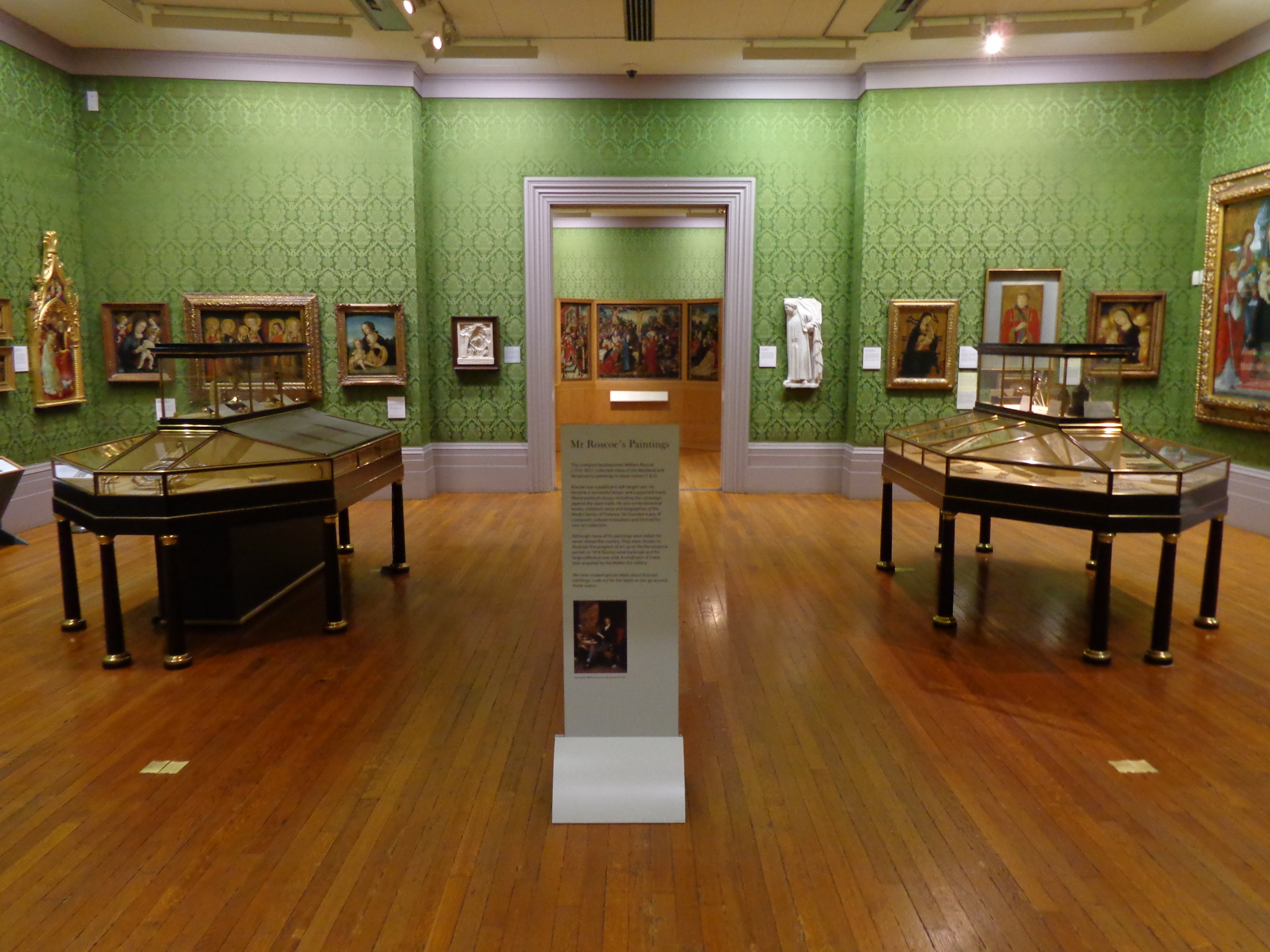
XVe siècle
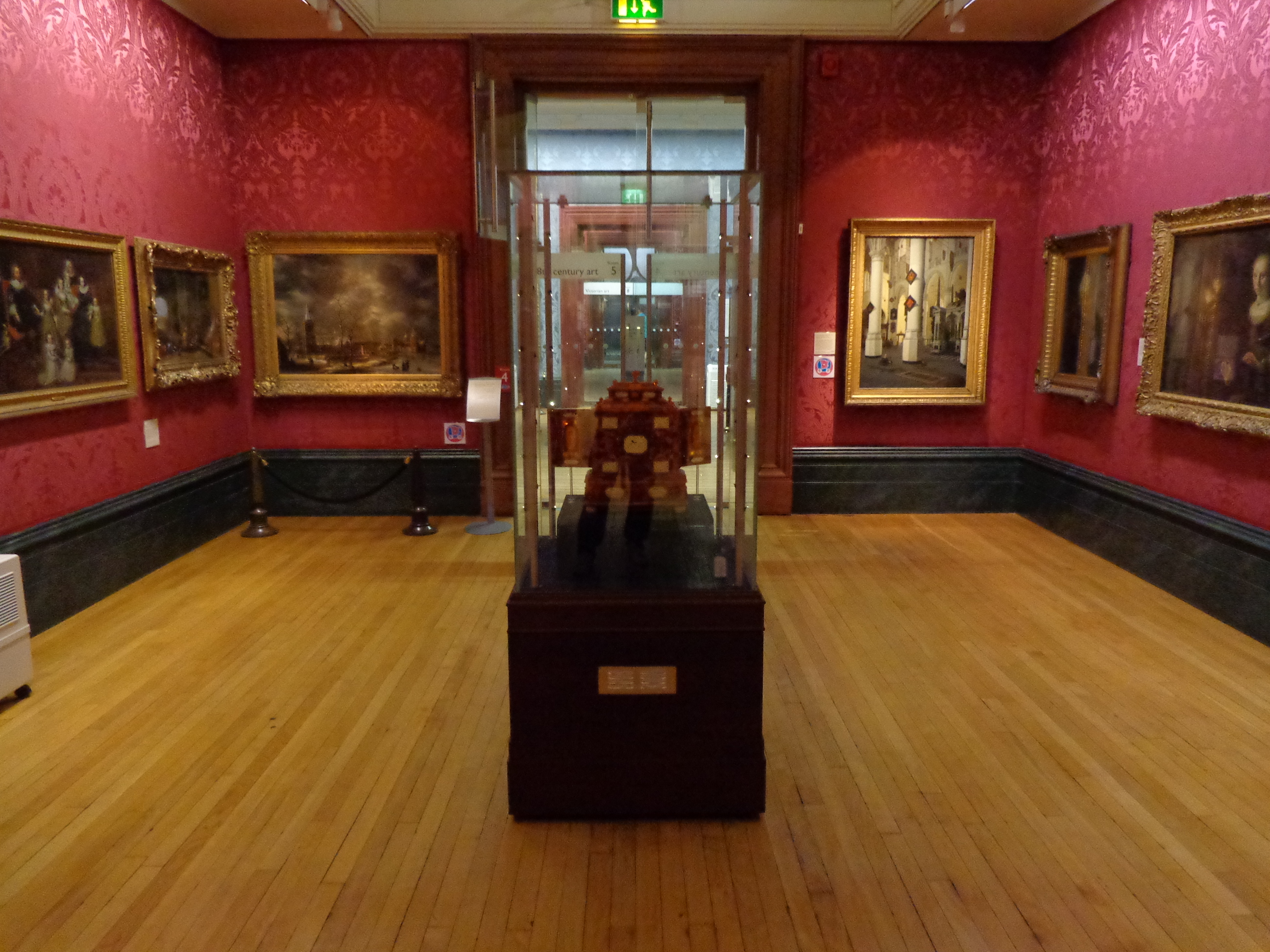
XVIIe siècle
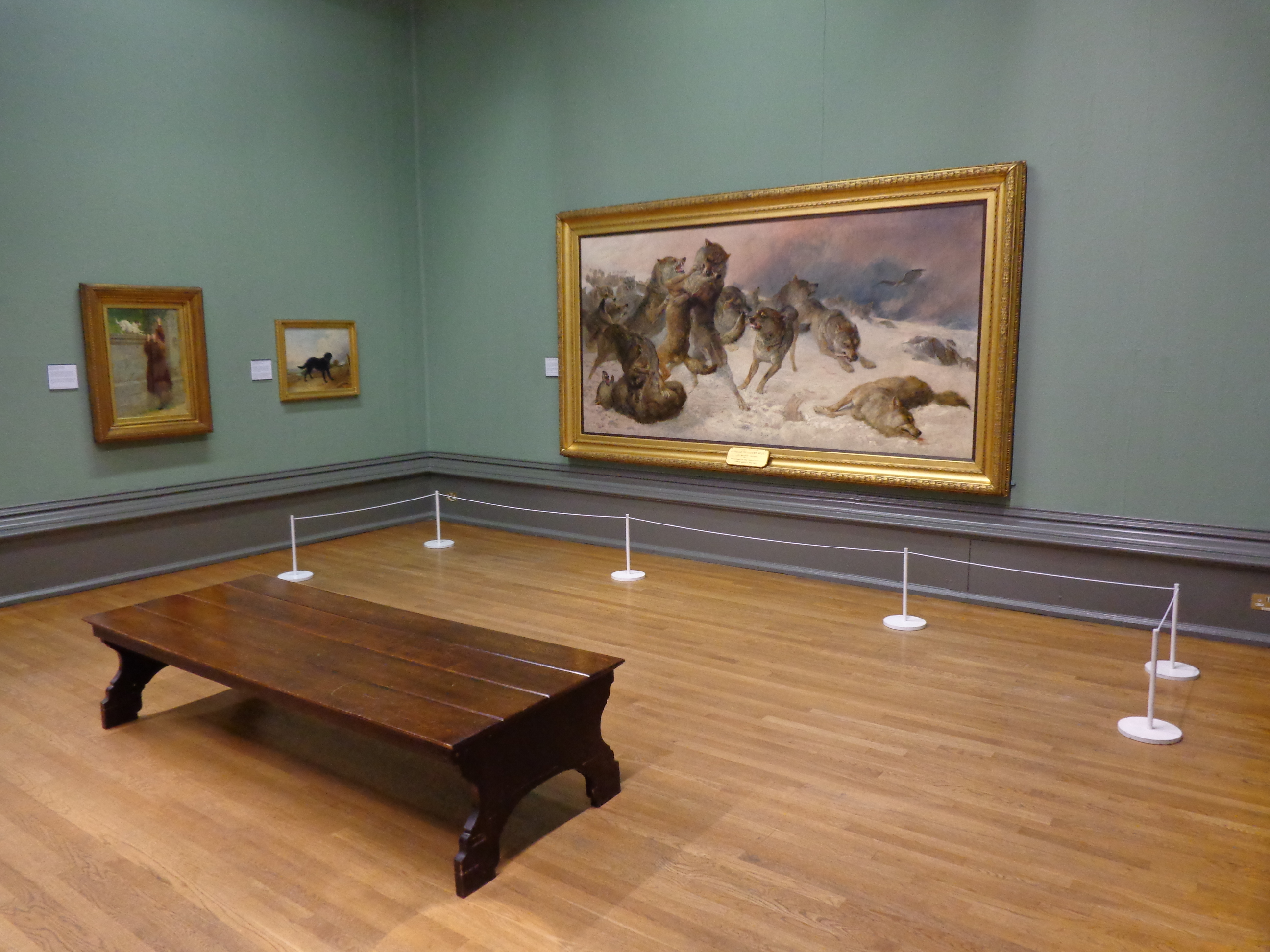
XIXe siècle
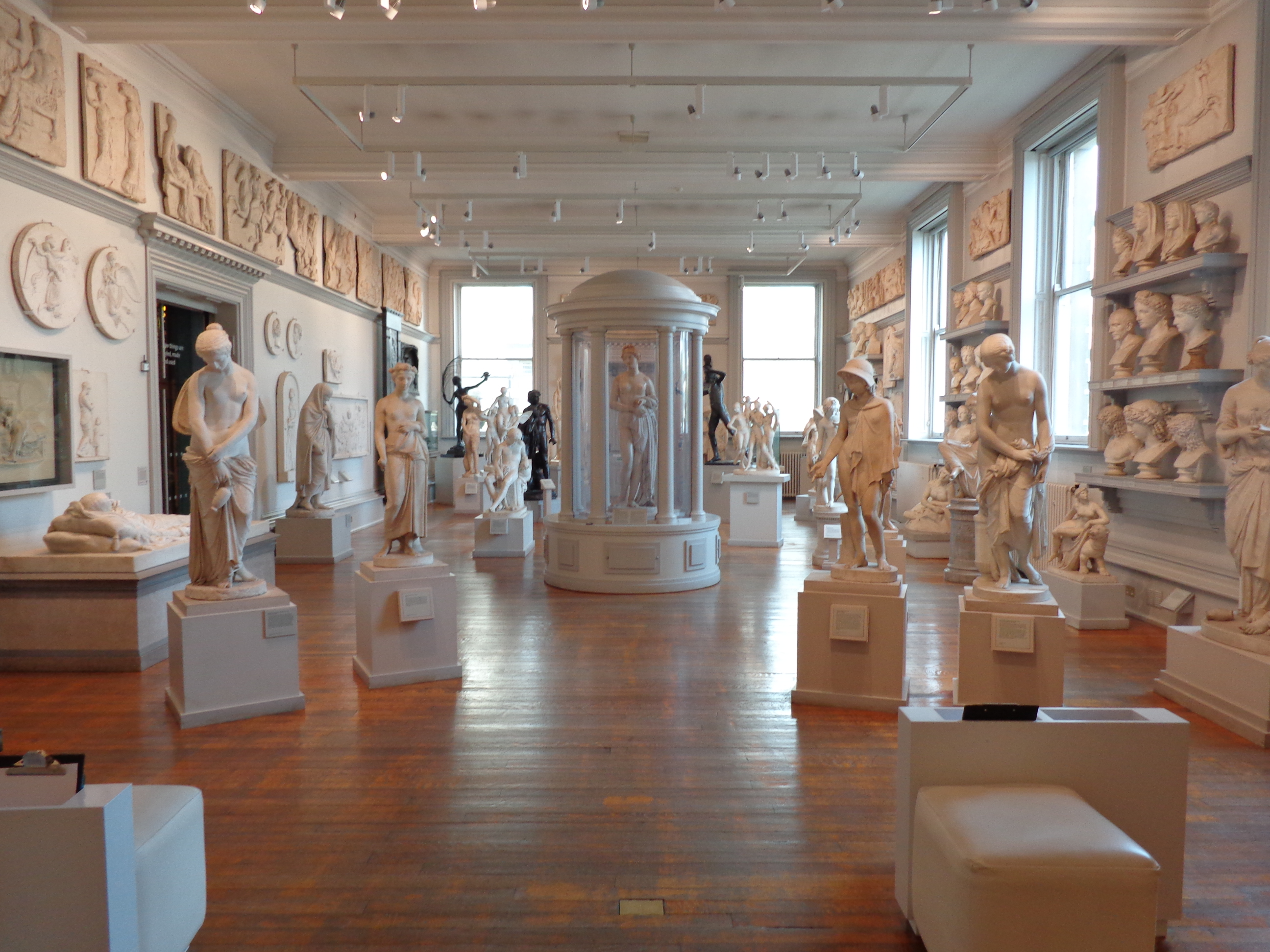
Sculpture
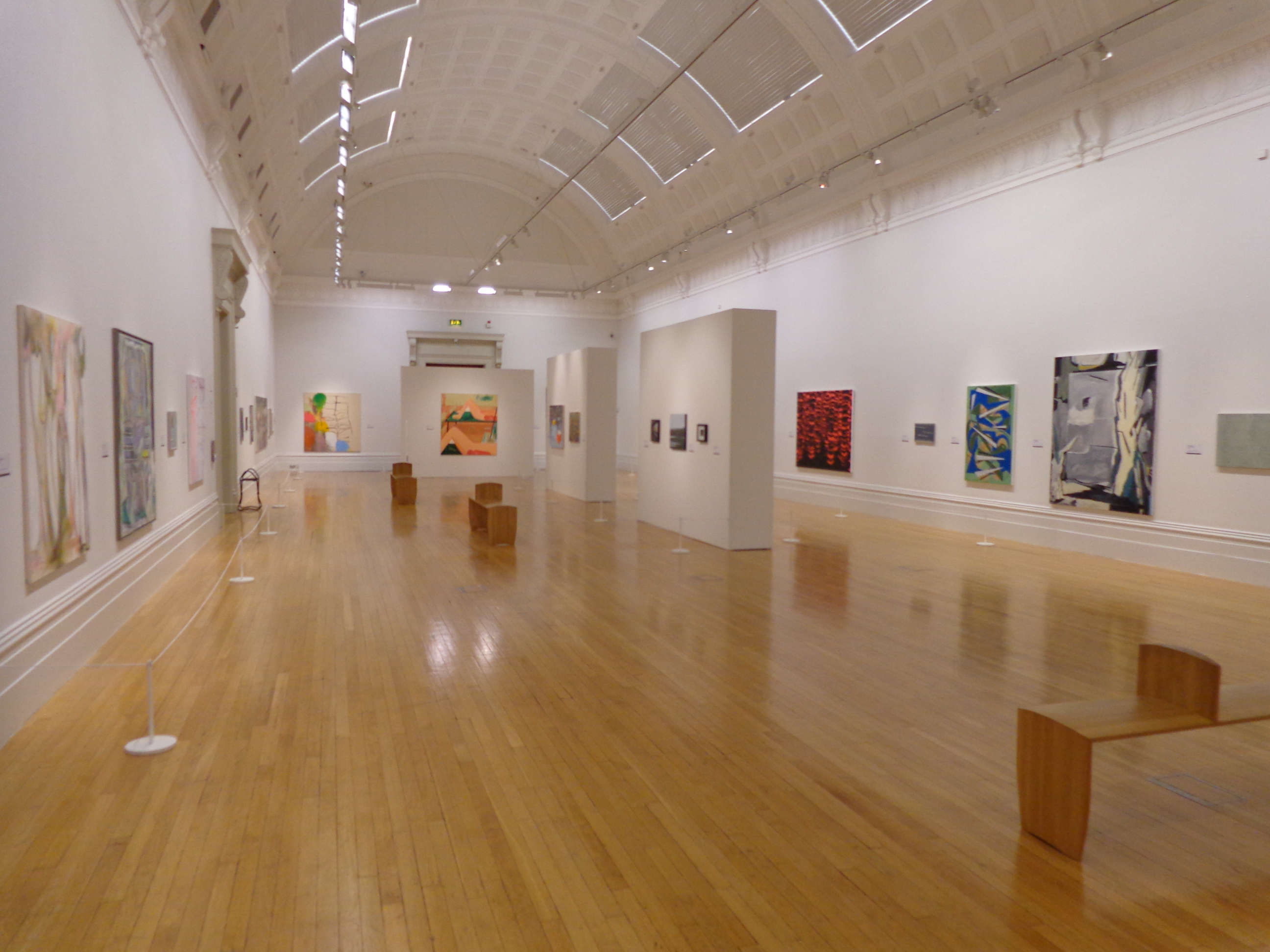
Art moderne